# Bentley Speed 8
Der Bentley EXP Speed 8 und dessen Evolutionsstufe Bentley Speed 8 sind geschlossene Le-Mans-Prototypen (Klasse LMGTP), die Bentley auf Basis des bereits im Jahr 2000 siegreichen offenen Audi R8 Rennwagen (Klasse LMP900) ab 2001 gemeinsam mit Racing Technology Norfolk (rtn) für die 24-Stunden-Rennen von Le Mans entwickelte. Bentley hatte bereits in den 1920er Jahren mehrfach Le Mans gewonnen, wurde dann von Rolls-Royce übernommen und 1998 von Volkswagen erworben. Im Jahr 2003 gelang der Le-Mans-Sieg gegen die von 2000 bis 2005 ansonsten durchgehend erfolgreichen Konzernschwestermodelle mit Benzinmotoren, danach siegte Audi mit Dieselmotor im R10. Zudem war von 2000 bis 2005 immer Tom Kristensen unter den siegreichen Werksfahrern, ein Indikator dafür welches Fahrzeug werksseitig vorab als Siegkandidat auserkoren war, gerade wenn unter britischer, japanischer oder US-amerikanischer Flagge angetreten wurde. 

## Entwicklung
Nach dem Reglement des Automobile Club de l’Ouest (ACO) waren um 2000 sowohl reinrassige offene Prototypen (ab 2000 LMP900 für Werke, kostengünstige LMP675 für Private) als auch geschlossene Gran Turismo mit gewisser Seriennähe erlaubt, wobei die Klasse LMGTP für Werks-Prototypen gedacht war. Die Konzepte unterscheiden sich u. a. in der Aerodynamik und Sicherheit grundsätzlich, die Regeln versuchen dies zu balancieren, etwa durch vorgeschriebene Klimaanlagen in geschlossenen Fahrzeugen. Um die Leistungsfähigkeit sowohl auf eine Runde als auch auf die Renndistanz anzugleichen, werden zudem Reifengrößen, Tankgrößen, Motorregeln usw. teils leicht unterschiedlich abgefasst.
Bereits im Jahr 1999 ist Audi in den Vorgängerklassen (LMP und LMGTP) mit offenem R8R Roadster und geschlossenem R8C Coupé angetreten. Der R8C war verspätet bei Racing Technology Norfolk (rtn) beauftragt worden, und unter Leitung von Chefkonstrukteur Peter Elleray entwickelt und gebaut worden. Die beiden R8C waren erst kurz vor dem Rennen einsatzbereit, nicht ausgereift und im Training zum 24-Stunden-Rennen von Le Mans 1999 zwar geradeaus schnell, jedoch aerodynamisch wenig stabil und insgesamt langsamer als die R8R. Alle Audi litten unter Getriebeschäden, und nur die R8R konnten vom Audi Sport Team Joest ins Ziel gebracht werden, auf Platz 3 und 4, während das Einsatz-Team Audi Sport UK von Richard Lloyd die R8C nur bis Mitte des Rennens brachte. Die offene Variante erwies sich somit sowohl bei Audi als auch im Rennergebnis (Sieg durch den offenen BMW V12 LMR) als erfolgreicher, die geschlossenen Mercedes-Benz CLR hoben sogar mehrfach ab und zeigten so Risiken dieser Bauweise auf. Während die anderen Werke ab 2000 in die F1 wechselten, setzte Audi für 2000 auf den als LMP900 neu entwickelten offenen R8, der den ersten Le-Mans-Sieg der Marke holte. 
Allerdings werden heutzutage hauptsächlich geschlossene PKW verkauft, und der ACO drängte die Werke zum Einsatz von Prototypen in GT-Gestalt. Daher hat VW, obwohl die Bentley-Siegerwagen der Zwischenkriegsjahre wie damals üblich offen waren, zur Wiederbelebung des alten Le-Mans-Siegermythos von Bentley dem Hersteller des R8C von 1999 die Gelegenheit gegeben die Scharte auszuwetzen und auch positive Erfahrungen mit geschlossenen Prototypen zu sammeln. Der von rtn entwickelte Bentley EXP Speed 8 debütierte am 16. und 17. Juni 2001 mit den Fahrern Andy Wallace, Butch Leitzinger und Eric van de Poele bei den 24 Stunden von Le Mans, wo er den dritten Platz hinter den damals als unschlagbar geltenden offenen Audi R8 erringen konnte. Damit endete Bentleys 70-jährige Abwesenheit als Werksteam im Motorsport, aber noch ohne neuen Gesamtsieg.
Unter Federführung des Bentley-Werkes wurde EXP Speed 8 bei Erstes Antriebsaggregat war 2001 der turbogeladene 3,6-Liter-V8-Motor des R8 von Konzernschwester Audi. Das Sechsganggetriebe hingegen entwickelte XTrac eigens für dieses Fahrzeug. Im Gegensatz zu Audi, die mit Michelin-Reifen fuhren, entschied sich Bentley für Rennreifen von Dunlop.
Nach dem ersten Jahr, das als Versuchsjahr („EXP“) galt, wurde der Audi-Motor für 2002 weiterentwickelt, um das LMGTP-Reglement voll auszunutzen. Der Hubraum stieg von 3,6 auf vier Liter, um den schwereren geschlossenen Prototyp näher an die offenen Audi R8 zu bringen. Darüber hinaus zog eine nicht befriedigende Aerodynamik des EXP Speed 8 starke Modifikationen am Design des Wagens für die Saison 2003 nach sich, woraufhin der Bentley nur noch Speed 8 hieß – ohne den Zusatz EXP –, nachdem die Experimentalphase abgeschlossen war. Die Änderungen betrafen vor allem die Front und den Bereich des Cockpits, bedingt durch eine Änderung der Crashbox am Monocoque. Zudem wechselte man von Dunlop zu Reifenhersteller Michelin, setzte 2002 aber nur den noch vorhandenen einen Bentley EXP ein, der erneut bester Nicht-Audi wurde. Für einen Sieg 2003 war mehr Engagement und eine neue Variante nötig.
Insgesamt wurden zwei Testträger, vier EXP Speed 8 und fünf Speed 8 gebaut, von denen allerdings einige nie in Rennen eingesetzt wurden, sondern als Crashtest- oder als Präsentationsfahrzeuge dienten.

## Renngeschichte

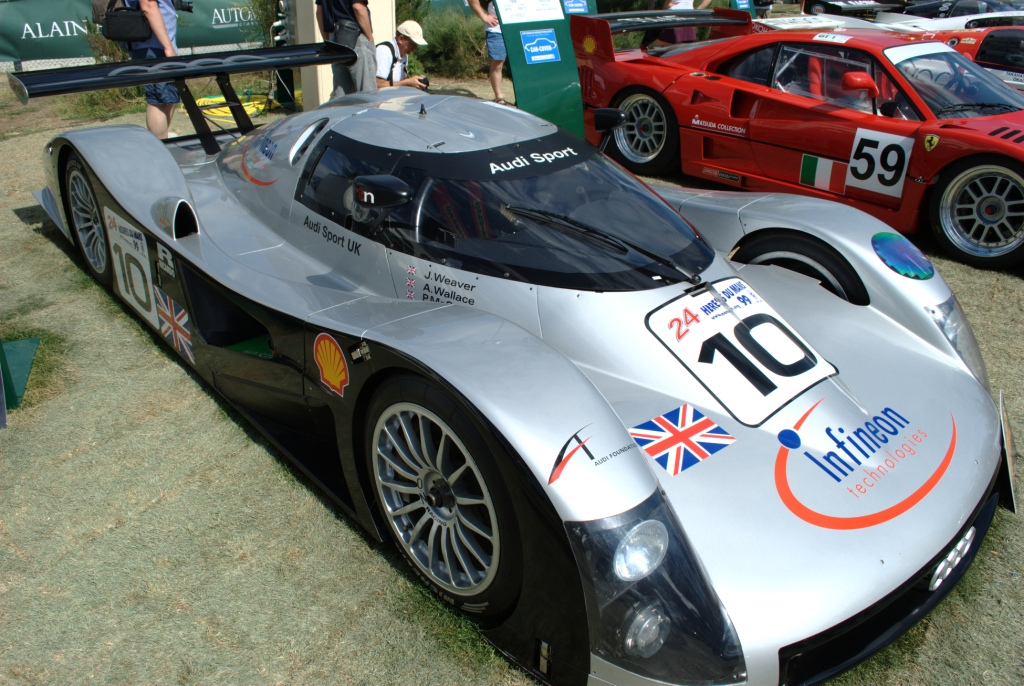
Vorgänger von 1999: Audi R8C, ebenfalls von rtn

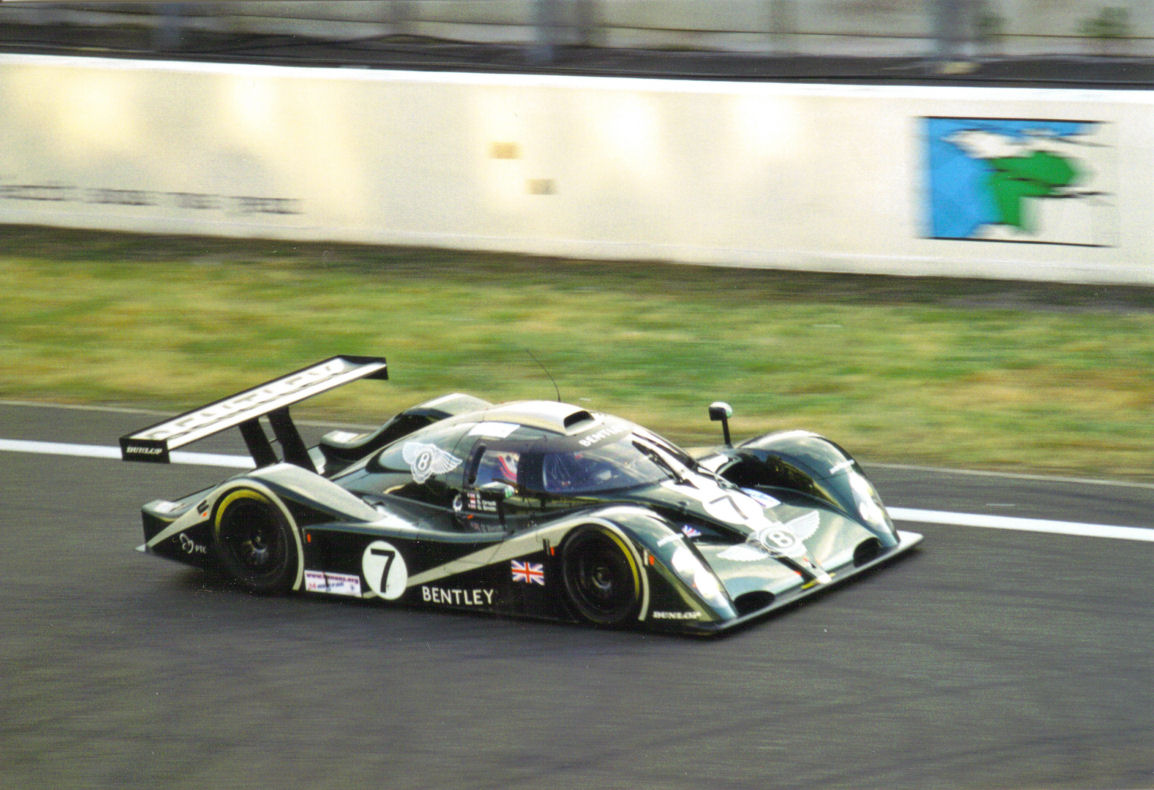
Der Bentley Exp Speed 8 von Martin Brundle, Stéphane Ortelli und Guy Smith 2001 in Le Mans

2001 kehrte Bentley nach 70-jähriger Abwesenheit vom 24-Stunden-Rennen von Le Mans mit einem Dreijahresprogramm an die Rennstrecke an der Sarthe zurück und erreichte mit dem EXP Speed 8 als einzigem Fahrzeugtyp in der geschlossenen LMGTP-Klasse im ersten Rennen sogleich den dritten Platz, hinter den Werks-Audi. Das zweite EXP-Exemplar schied früh mit Fahrzeugbrand aus.
Im folgenden Jahr wurde nur das verbliebene Chassis eingesetzt, das aber mit bereits hubraumerweitertem Motor ausgestattet war und als Testträger für den Speed 8 diente, der 2003 debütieren sollte. Das Fahrzeug wurde Vierter und musste sich, wie schon 2001, nur den Audi R8 geschlagen geben. 
Um 2003 einen Sieg in Le Mans erringen zu können, entschied sich Bentley, den neuen Speed 8 schon bei dem 12-Stunden-Rennen von Sebring – das als guter Testlauf für Le Mans gilt – unter Rennbedingungen zu erproben. Ans Ende der Startreihe durch eine Regelverletzung in der Qualifikation zurückversetzt, konnten sich die EXP Speed 8 in einer Aufholjagd bis zum Ende des Rennens auf den dritten und vierten Platz vorkämpfen – wiederum hinter werksseitig und privat eingesetzten Audi R8.
Da Audi 2003 nicht erneut als offizielles Werksteam am 24-Stunden-Rennen von Le Mans teilnahm, war das zu Volkswagen gehörende Tochterunternehmen Bentley der einzig verbleibende Hersteller in den großen Prototypen-Klassen. Die Ressourcen wurden entsprechend umdirigiert. Unterstützt von Joest Racing, das bislang alle Le-Mans-Prototypen-Einsätze bei Audi betreute, und den Audi-Werksfahrern Tom Kristensen und Rinaldo Capello startete der Bentley Speed 8 in Le Mans von der Pole-Position. Nach dem Start lagen die beiden Rennwagen beinahe während des ganzen Rennens in Führung, obwohl eines der Fahrzeuge Probleme an der Elektrik hatte. Nach 377 Runden gewann der Speed 8 mit der Startnummer 7, gefahren von Rinaldo Capello, Tom Kristensen sowie Guy Smith als unverzichtbarer britischer Pilot. Den Doppelsieg komplettierte das Schwesterfahrzeug mit der Startnummer 8, in dem Mark Blundell, David Brabham und Johnny Herbert am Steuer saßen. Nach drei Gesamtsiegen von Audi war der Sieg von Bentley der vierte Erfolg für die Volkswagen-Gruppe, in den Folgejahren setzten werksnahe „Kundenteams“ aus Japan und USA die Siegesserie den Benzin-R8 fort bis der Diesel-R10 übernahm.
Mit dem Gesamtgewinn 2003 endete auch das Bentley-Engagement und die Rennprototypen wurden danach ausschließlich im Rahmen historischer Veranstaltungen eingesetzt. So tritt der Speed 8 beispielsweise regelmäßig beim Goodwood Festival of Speed auf.

## Technische Daten
| Bentley Speed 8                         | 2001                                                                                       | 2002                                                                                       | 2003                                                                                       |
| --------------------------------------- | ------------------------------------------------------------------------------------------ | ------------------------------------------------------------------------------------------ | ------------------------------------------------------------------------------------------ |
| Motor:                                  | V-Achtzylinder, Zylinderbankwinkel 90°, zwei Turbolader, Ladedruck: 1,87 Bar (Mittelmotor) | V-Achtzylinder, Zylinderbankwinkel 90°, zwei Turbolader, Ladedruck: 1,87 Bar (Mittelmotor) | V-Achtzylinder, Zylinderbankwinkel 90°, zwei Turbolader, Ladedruck: 1,87 Bar (Mittelmotor) |
| Hubraum:                                | 3600 cm³                                                                                   | 4000 cm³                                                                                   | 4000 cm³                                                                                   |
| Luftmassenbegrenzer (Air-Restriktoren): | zwei, ø 33,1 mm                                                                            | zwei, ø 33,1 mm                                                                            | zwei, ø 30,7 mm                                                                            |
| Leistung:                               | 468 kW (637 PS)                                                                            | 477 kW (650 PS)                                                                            | 452 kW (615 PS)                                                                            |
| Ventilsteuerung:                        | 4 Ventile pro Zylinder, 2 obenliegende Nockenwellen je Zylinderbank                        | 4 Ventile pro Zylinder, 2 obenliegende Nockenwellen je Zylinderbank                        | 4 Ventile pro Zylinder, 2 obenliegende Nockenwellen je Zylinderbank                        |
| Getriebe:                               | 6-Gang, sequentiell zu schalten                                                            | 6-Gang, sequentiell zu schalten                                                            | 6-Gang, sequentiell zu schalten                                                            |
| Radaufhängung vorn und hinten:          | doppelte Dreiecksquerlenker                                                                | doppelte Dreiecksquerlenker                                                                | doppelte Dreiecksquerlenker                                                                |
| Federung:                               | Torsionsfedern vorn, Schraubenfedern hinten                                                | Torsionsfedern vorn, Schraubenfedern hinten                                                | Torsionsfedern vorn, Schraubenfedern hinten                                                |
| Spurweite vorn/hinten:                  | 1700/1680 mm                                                                               | 1700/1680 mm                                                                               | 1700/1680 mm                                                                               |
| Radstand:                               | 2735 mm                                                                                    | 2735 mm                                                                                    | 2735 mm                                                                                    |
| Länge × Breite:                         | 4645 × 1990 × 1080 mm                                                                      | 4645 × 1990 × 1080 mm                                                                      | 4645 × 1990 × 1080 mm                                                                      |
| Leergewicht (ohne Fahrer):              | 917 kg                                                                                     | 908 kg                                                                                     | 916 kg                                                                                     |
| Höchstgeschwindigkeit:                  | 345 km/h                                                                                   | 345 km/h                                                                                   | 335 km/h                                                                                   |
| Tankinhalt:                             | 90 Liter                                                                                   | 90 Liter                                                                                   | 90 Liter                                                                                   |
| Reifenhersteller:                       | Dunlop                                                                                     | Dunlop                                                                                     | Michelin                                                                                   |